# توم هولندا
توم هولندا (بالإنجليزية: Tom Holland)‏ (و. 1943 – م) هو مخرج سينمائي، وممثل، ومحامي، وكاتب سيناريو، من الولايات المتحدة الأمريكية، ولد في بوكيبسي.

## التعليم
تعلم في جامعة كاليفورنيا، لوس أنجلوس.

## وصلات خارجية
- توم هولندا على موقع IMDb (الإنجليزية)
- توم هولندا على موقع ألو سيني (الفرنسية)
- توم هولندا على موقع أول موفي (الإنجليزية)
- توم هولندا على موقع قاعدة بيانات الأفلام السويدية (السويدية)
- توم هولندا على موقع قاعدة بيانات الفيلم (الإنجليزية)
- توم هولندا على موقع كينوبويسك (الروسية)